# 辻永
辻 永（つじ ひさし、1884年〈明治17年〉2月20日 - 1974年〈昭和49年〉7月23日）は、日本の洋画家。広島県広島市生まれ、茨城県水戸市育ち。

## 人物
広島県広島市に生まれ、後に父の任地変更に伴い家族で茨城県水戸市に移り住んだ。水戸警察署長を務めた父の趣味が書画、骨董品の蒐集および草花、西洋野菜の育成であったことが永の絵画と植物の方面へ影響を及ぼした、と水戸市立博物館は2011年辻永植物画特別展の際に記している。
水戸中学校在学時代の1900年（明治33年）に白馬会会員で図画教師の丹羽林平宅に同居しつつ油絵を学び、以後東京美術学校西洋画科本科に進学し黒田清輝、岡田三郎助らに師事し洋画家となった。
当初は山羊を中心に作画し、後年ヨーロッパへの渡欧から帰国後は樹木、草花を題材とする風景画家となった。風景画では白馬会系の描写となる明るい色彩を好んだ。草花に関しては『萬花図鑑』、『萬花譜』などの著書も執筆した。
1947年（昭和22年）に帝国芸術院（現日本芸術院）会員となり同院内で大きな役割を果たし、1958年（昭和33年）日展の社団法人化に際しても初代理事長となり、「日展の法王」と呼ばれ、昭和の洋画界の重鎮として活躍した。日展初代理事長は1969年（昭和44年）3月の日展改組に際し二代目理事長山崎覚太郎に交代するまで務めた。
1959年（昭和34年）文化功労者、1964年（昭和39年）勲二等瑞宝章受章、1965年（昭和40年）紺綬褒章受章。
1945年（昭和20年）5月の空襲の際に住居が被災し、それまでの制作作品、蒐集物の大半を焼失している。死去前年の1971年（昭和48年）第5回日展まで作品出品を継続し、生涯に描いた植物画は約2万枚にのぼり、うち4,500余点が水戸市立博物館に寄贈された。
長男・辻昶はフランス文学者、次男・辻瑆はドイツ文学者。

## 略歴

### 生誕から絵画学校まで
1884年（明治17年）2月20日、広島県広島市に9人兄弟の7人目として生誕した。父の辻永光は警察官であり、8か月後に永光が茨城県の兵事課に勤務地変更したことに伴い家族で茨城へ移り住んだ。父の任地変更はその後土浦市を経て水戸市へと及んだ。
1888年（明治21年）4月に小学校へ入学したが怪我により通学後わずか2日で退学、翌1889年（明治22年）4月に再入学し、6年後の1896年（明治29年）に茨城県立水戸中学校（現在の茨城県立水戸第一高等学校）へ進学した。このとき、父が岡田郡長に就任したため永は家を出て下宿通学を経験した。
水戸中学校在学中の1898年（明治31年）頃から草花の写生を始めており、後に植物学者かまたは画家を志すことを希望している。また1900年（明治33年）より白馬会会員であり図画教師であった丹羽林平の自宅へ同居し油絵の指導を受け始めた。

### 画学校時代から中学教師時代まで
1901年（明治34年）に東京美術学校油画科へ仮入学した。このときの同級生のひとりに森田亀之助らがおり、また同科には和田三造、山下新太郎、青木繁、熊谷守一が在籍していた。翌1902年（明治35年）に本科1年に進学し、はじめ岡田三郎助に師事。1903年（明治36年）になると同校画学生だった熊谷守一、和田三造、柳敬助、橋本邦助らと共に東京市下谷区に一戸建てを賃貸し、共同生活を始めている。
1904年（明治37年）9月に開催された第9回白馬会展に風景画を初出品した。翌1905年（明治38年）同展出品作は東京美術学校買い上げとなった。1906年（明治39年）3月、同校本科を卒業し研究科へと進学した。
1906年（明治39年）夏には和田三造の実家福岡県へ出向き、熊本県の阿蘇山や長崎県などを共に旅行している。またこのとき父が佐賀県に赴任しており、同地にて「父の像」「母の像」「残暉」などを描いた。同年12月、師事していた黒田清輝の勧めにより福井県の福井中学校（現福井県立藤島高等学校）に図画教師として任期1年で同地へ移住、赴任した。
1907年（明治40年）末、中学図画教師としての任期を終え福井県から東京へ帰省。この年、3月に父を、9月に兄を失っており、翌1908年（明治41年）8月より渋谷村（現渋谷区）に母、次弟らと共に同居を開始する。弟の光は山羊園として永光舎を開き、永は弟の山羊園で山羊を題材に作品制作を続けた。

### 文展出品から結婚まで
1908年（明治41年）10月開催の第2回文展に「秋」を出品した。この頃より黄色の色彩に関心を示すようになる。同年溜池白馬会研究所に入所、人体の研究も進めた。翌1909年（明治42年）第3回文展出品作「放牧」は李王家の買い上げとなった。1910年（明治43年）第4回文展出品作「飼はれたる山羊」は三等賞となったが1911年（明治44年）第5回文展「朝の牧場」が落選、落選させた審査員への抗議の意味を込めて本郷春木町の仏教会館（後の本郷絵画研究所）で初の個展を開催した。
1910年（明治43年）2月に津田青楓、橋本邦助、柳敬助らと上林温泉へ、1912年（明治45年）4月には青山熊治と犬吠埼へ、また1912年（大正元年）7月には単身相模吉浜へと写生旅行に赴いている。
私生活では師のひとり岡田三郎助夫妻の媒酌により1912年（大正元年）9月22日に渡辺岩次郎の娘と結婚した。翌月10月の第6回文展に「無花果畑」を出品、再度三等賞を受賞、この作品は今村繁三により300円で売約となった。この年、第2回個展を赤坂三会堂で開催した。

### 結婚後から帝展無鑑査まで
1913年（大正2年）夏に弟の光夫婦とハルビン市にて1か月滞在し、このときに写生した作品「満州」を同年10月の第7回文展に出品、大正皇后の買い上げとなる。
1914年（大正3年）3月から開催された東京大正博覧会に「山羊の牧場」を出品し褒状。同年妻を伴い再度ハルビンへ赴き、帰途に立ち寄った大連、京城で個展を開催、6月に帰京した。10月開催の第8回文展に「初秋」を出品、三等賞受賞。この作品は翌1915年（大正4年）2月開催のサンフランシスコ万国博覧会に出品され銅牌を受けた。
1915年（大正4年）第9回文展「落葉」が三等賞受賞、文部省買い上げ。1916年（大正5年）の第10回文展「葡萄実る頃」「椿と仔山羊」のうち「葡萄実る頃」は『客観的写実からぬけでた新しい自然観照をみせるもの』と評され特選を受賞した。また後に日本橋の三越で開催した第6回個展にて「椿と仔山羊」と「林檎咲く」が文部省買い上げとなった。
1918年（大正7年）2月、光風会会員となる。同期に南薫造、太田喜二郎など。この年開催の第6回光風会展に「晩春」「哈爾賓の二月」を出品した。文展出品も継続し、10月の第12回文展には「秋」を出品した。
1919年（大正8年）第1回帝展出品作「剪毛後の或日」が無鑑査推薦となる。

### 渡欧から黒田清輝死去まで
1920年（大正9年）4月よりインド洋を経由する船旅でヨーロッパへの制作旅行に出発、途中カイロ、マルセイユ、パリ、ノルマンディー、イギリスを巡遊し、また途中9月から10月にかけては三宅克己とベルギー、オランダ、ドイツなどを巡った。1921年（大正10年）2月からパリに居住、フランス各地で制作旅行を継続し同年7月に帰国した。
このヨーロッパ旅行中は新たな画法に挑戦した。また帰国年の10月より雑誌『中央美術』に滞欧中に記していた日記の一部を掲載したところ評判を呼び、永は翌1922年（大正11年）2月に再び雑誌『中央美術』に「倉敷の名画を見る」を寄稿している。
ヨーロッパ滞在中に制作した作品群は東京と大阪の三越にて個展を開催し展示した。
1923年（大正12年）7月には加藤静児と共に三重県志摩郡波切村に赴き制作を行った。
1924年（大正13年）1月に母を、同年7月に師黒田清輝を失う。

### 朝鮮旅行から帝展改組まで
1925年（大正14年）4月、南薫造と共に朝鮮に赴き京城、開城、平壌など各地で制作する傍ら、朝鮮総督府より朝鮮美術研究の委嘱を受けた。同年、雑誌『中央美術』に槐樹社展評論を寄稿したり、水戸常総新聞主催による常総洋画展に師岡田三郎助および山本鼎らと出席し「水辺の初冬」を特別出品した。また5月には第4回朝鮮美術展の審査員を務めた。同年、明治神宮外苑聖徳記念絵画館壁画揮毫を依嘱され、1936年（昭和11年）に完成している。
朝鮮美術展ではその後1926年（大正15年）第5回展、1927年（昭和2年）第6回展でも審査員を務めた。
1927年（昭和2年）6月開催の朝日新聞社主催による17万人を超える入場者を集めた明治大正名作展に辻の「無花果畑」「ベルギーにて」が選出された。
1929年（昭和4年）2月の第16回光風会展に「春の日」など７点を出品し、また同展特別陳列故山本森之助への追悼文が2月4日付の読売新聞紙面に掲載された。同年8月、弟の衛が自動車事故で死去。この年には昭和御大礼奉祝に、保田善次郎献上として「放牧」を描いた。
1930年（昭和5年）、第2回聖徳太子奉讃美術展にて審査員を務め、同展に「湖畔の秋」を出品。1931年（昭和6年）には平凡社より30年間の写生植物画のうち約1,000種を選出した『萬花図鑑』全8巻が刊行した。
1932年（昭和7年）6月より国立公園協会の依頼により北海道の釧路および阿寒湖付近に写生旅行し、「摩周湖風景」「阿寒双湖台より」などを制作した。このとき赴いた無名地にそれぞれ「双湖台」「又嶽台」と命名している。同年10月、再び平凡社より約500種の花写生画を収録した『續萬花図鑑』4巻を刊行した。
1933年（昭和8年）2月、光風会評議員に就任。1934年（昭和9年）10月、第15回帝展審査員となり、同展出品作「哈爾賓風景」が政府買い上げ。1935年（昭和10年）には東京地方裁判所に依頼された風景画が完成し、以後同所に展示されている。
1935年（昭和10年）6月の帝展改組に対し小林萬吾、石川寅治、金山平三、田辺至らと共に不出品の声明を発表し、また辻は雑誌『現代美術』に随筆「チビの死」を発表した。翌7月には帝展反対を表明する新団体「第二部会」を結成しており、同年10月の第二部会第1回会展審査員を務めた。

### 帝展再改組から終戦まで
1936年（昭和11年）6月の帝展再改組のため、第二部会文展に辻も参加を表明。同年文展監査展の審査を行った。
1937年（昭和12年）4月、大阪市立美術館で開催された明治大正昭和三聖代名作美術展に「無花果畑」が選出され出品された。また同年6月には『辻永邦風油彩花卉画集』を美術工芸会から刊行した。同年10月、帝展再改組によって新しくなった第1回文展に審査員として参加、「志賀高原の秋」を出品し京都市美術館買い上げ。
1939年（昭和14年）9月、師岡田三郎助死去。
1940年（昭和15年）10月、紀元二千六百年奉祝美術展の委員となり、同展に「秋映ゆ」を出品。翌1941年（昭和16年）2月、フランス領インドシナ半島に赴いたが政情不安定のため直ちに帰国した。
1942年（昭和17年）、台湾総督府美術展審査のため制作を兼ねて台湾に赴き11月に帰京した。同年、美術団体連盟解消に伴い新しく結成された美術家連盟に辻も他作家40余名と共に参加。
1943年（昭和18年）5月には横山大観を会長とする日本美術報国会が設立、辻は木村荘八と共に同会第二部委員に選出された。1944年（昭和19年）10月の第1回軍事援護美術展に「匂ふ山桜」を出品したほか、戦時特別文展には「箱根の秋」を出品した。
1945年（昭和20年）5月、空襲のため住居が焼失した。

### 戦後
1946年（昭和21年）3月に文展から日展となった第1回展に「錦秋」を出品し、同年10月の第2回日展では審査員を務めた。この年、旧岡田三郎助画室を譲り受け移住した。
1947年（昭和22年）9月、帝国芸術院（現日本芸術院）会員となる。1949年（昭和24年）には日展運営委員会常任理事に就任。
1949年（昭和24年）2月22日、辻を含む日本芸術院会員14人が皇居に招かれ、昭和天皇の午餐の御陪食を賜る。この際、辻は生物学御研究所に飾るヤギと緬羊の群れを題材とした絵画を献上した。
1954年（昭和29年）2月に東京都中央区の日本橋に所在する髙島屋で辻永古稀記念展、辻永画業50年記念展が開催された。
1955年（昭和30年）4月、日本芸術院の第一部長に就任。同年、日本スポーツ芸術協会理事にも就任。この年、平凡社『萬花譜』全12巻刊行が開始された。1956年（昭和31年）には光風会が社団法人化し、辻は理事に就任した。同年、日本芸術院第一部長を辞任。
1957年（昭和32年）9月、昭和32年度文化勲章および文化功労者年金受賞者選考委員を委嘱される。
1958年（昭和33年）、社団法人日展初代理事長に就任、同年11月開催の第1回日展で審査委員長を務めた。
1959年（昭和34年）2月、文化財専門審議会第三分科会専門委員となり、また同年9月19日の文部省による優秀美術品買上制度施行の際には初代買上作品選考委員として今泉篤男、河北倫明らと共に選任された。
同1959年（昭和34年）6月には再度日本芸術院第一部長に推挙され、11月には文化功労者として顕彰を受けている。日本芸術院第一部長は1962年（昭和37年）6月にも推挙され三選となっている。
1961年（昭和36年）7月、東京オリンピック組織委員会以下に設けられた芸術展示特別委員会の委員委嘱26名に選出された。

### 晩年
1964年（昭和39年）10月、罹病し築地聖路加病院に入院した。入院中の11月に勲二等瑞宝章受章。翌1965年（昭和40年）1月に退院し、以後自宅療養となる。
1965年（昭和40年）12月、紺綬褒章受章。1968年（昭和43年）11月、明治百年記念茨城県特別功績者として茨城県から表彰を受けた。
1974年（昭和49年）7月23日午前10時15分、心不全のため東京都渋谷区の自宅で死去、90歳没。墓所は青山霊園(1イ1-6)
2016年　辻永と師である岡田三郎助と妻八千代の姿が生前16ミリフィルムで撮影されたものをもとにドキュメンタリー映画「あるアトリエの100年」が山崎欽毅監督らによって製作された。

## 著書
- 洋画一斑 橋本邦助共著 服部書店 1905
- 洋画を描かんとする人々に 時潮社 1920
- 裂地と版畫 南薫造、太田三郎共編 巧藝社 1928
- 萬花図鑑 全8巻 平凡社 1930
- 萬花図鑑 続一集 - 続四集 平凡社 1932
- 辻永作品集  辻永作品集刊行会 1954
- 辻永 美術出版社 1959
- 辻永画集 六藝書房 1991